# Dreadnoughtus
Dreadnoughtus schrani (von engl. dread nought, dt. „Fürchte nichts“) ist ein Sauropode aus der Gruppe der Titanosaurier. Sein zu 70 % erhaltenes Skelett wurde in Cerro Fortaleza am östlichen Ufer des Rio La Leona in der Provinz Santa Cruz im südwestlichen Patagonien (Argentinien) von Kenneth Lacovara gefunden. Er stammt aus der oberen Kreide aus den Epochen des Campaniums bis Maastrichtiums vor 84 bis 66 Millionen Jahren. Er gilt neben weiteren Sauropoden wie beispielsweise Argentinosaurus als eine der größten und schwersten Saurierarten.
Das Skelett des Dreadnoughtus ist (neben dem des Futalognkosaurus) das bislang am vollständigsten erhaltene Skelett eines Titanosauriers. Mit Ausnahme des Schädels und großer Teile der Halswirbelsäule konnte nahezu das gesamte übrige Skelett ausgegraben werden. Die fossilen Überreste umfassen einen Oberkieferknochen (Maxilla), einen Zahn, zwei Halswirbel mit Halsrippen, die Rumpfwirbelsäule (8 Wirbel) mit Rippen, die gesamte Schwanzwirbelsäule (32 Wirbel) mit 18 Hämalbögen, den Schulter- und Beckengürtel sowie die Knochen der Vorder- und Hinterbeine mit Ausnahme der Füße (abgesehen von einigen isolierten Fußknochen).
Die Körperlänge des Exemplars von Dreadnoughtus schrani vom Kopf bis zum Schwanz wird auf 26 m geschätzt. Seine Körpermasse wurde zunächst mit ca. 59,3 Tonnen angegeben und Mitte 2015 auf ein Gewicht von etwa 40 t korrigiert. Das Exemplar war noch nicht ausgewachsen, da die Scapula noch nicht mit dem Coracoid zusammengewachsen war.
Benannt ist der Saurier nach dem amerikanischen Unternehmer Adam Schran, der das Forschungsprojekt finanziell unterstützte.